# الحركة المناهضة للنوع الاجتماعي
الحركة المناهضة للنوع الاجتماعي، حركة دولية تعارض ما يشار إليه «بإيديولوجية النوع الاجتماعي» أو «نظرية النوع الاجتماعي» أو «الجندرة». لا تحوي هذه المفاهيم تعريفًا متسقًا، وتغطي مجموعة متنوعة من القضايا، وقد وُصفت «إيديولوجيا النوع الاجتماعي» بأنها «دلالة فارغة» أو مصطلح شامل «لكل ما يحتقره الكاثوليك المحافظون».
ترفض الحركة المناهضة للنوع الاجتماعي التفريق بين الجنس والنوع الاجتماعي، بحجة أنه لا ينبغي الاعتراف بأي نوع اجتماعي منفصل عن الجنس البيولوجي. غالبًا ما يعارض مناصرو مناهضة النوع الاجتماعي إجراء تغييرات على الأسرة التقليدية، مثل زواج المثليين. انبثقت الحركة من اللاهوت الكاثوليكي بداية من تسعينيات القرن العشرين، ولم تبدأ الاحتجاجات التي لفتت الانتباه إلى الحركة حتى حوالي 2012-2013.
وصف الباحثون فكرة «إيديولوجيا النوع الاجتماعي» بأنها ذعر أخلاقي أو نظرية مؤامرة، تزعم أن هناك جمعية سرية تسعى لتقويض المجتمع.

## الأصول
نشأت الحركة المناهضة للنوع الاجتماعي في تسعينيات القرن العشرين في مناقشات داخل الكنيسة الكاثوليكية لمواجهة نتائج مؤتمر الأمم المتحدة العالمي للسكان والتنمية لعام 1994 والمؤتمر العالمي للمرأة لعام 1995، إذ بدأت بعدها الأمم المتحدة في الاعتراف بالحقوق الجنسية والإنجابية.
خشي الكرسي الرسولي من أن يؤدي هذا الاعتراف إلى اعتبار الإجهاض حقًا من حقوق الإنسان، ونزع شرعية الأمومة، وتطبيع المثلية الجنسية. فُهم مصطلح النوع الاجتماعي «من قبل الكرسي الرسولي على أنه وسيلة إستراتيجية لمهاجمة الأسرة الطبيعية وزعزعة استقرارها». كتب الصحفي الأمريكي المناهض للإجهاض ديل أوليري كتابًا بعنوان «أجندة النوع الاجتماعي» في عام 1997، وجاء فيه: «لا تبحر أجندة النوع الاجتماعي في المجتمعات كسفينة طويلة فحسب، وإنما تغوص كغواصة، صممت بشكل لا يُكشف إلا جزء صغير منها». ظهر مفهوم «إيديولوجيا النوع الاجتماعي» في الفكر الكاثوليكي من مصطلح لاهوت الجسد ليوحنا بولس الثاني، والذي يعتبر فيه الجنسين مختلفين ومتكاملين.
ظهرت الاحتجاجات المتعلقة بالحركة المناهضة للنوع الاجتماعي لأول مرة في معظم البلدان الأوروبية في الفترة ما بين عامي 2012 و2013، على الرغم من تطوير أفكار الحركة بحلول عام 2003. لم تنتشر الحركة المناهضة للنوع الاجتماعي عمومًا بين اليمينيين إلا بحلول عام 2019، على الرغم من ترويج الفاعلين الكاثوليك لها.
يعتبر ظهور ونجاح الحركات المناهضة للنوع الاجتماعي بالنسبة لعالم السياسة إستر كوفاتس علامةً لأزمة اجتماعية اقتصادية وسياسية وثقافية أساسية أعمق للديمقراطية الليبرالية ورد فعل على الليبرالية الحديثة. تشير عالمة السياسة بيرغيت سيور إلى هذه الحركات على أنها- من بين أمور أخرى- رد فعل على رفع القيود، وتداعي التشغيل، وتآكل دولة الرفاهية، واتساع الفجوة بين الأغنياء والفقراء. حلل كل من عالمة الاجتماع فيرونيكا غيرزبالسكا وعلماء السياسة إستر كوفاتس وأندريا بيتو في مجلة لوكسمبورغ عام 2018، مصطلح «النوع الاجتماعي» باعتباره «الرمز الملاصق» للحركة المناهضة للنوع الاجتماعي، والتي توحد مختلف الفاعلين السياسيين والدينيين الذين لولا ذلك لن يتعاونوا مع بعضهم البعض.
ينظرون إلى «إيديولوجيا النوع الاجتماعي» التي يحشد الفاعلون ضدها على أنها استعارة لانعدام الأمن والظلم الناتج عن النظام الاجتماعي الاقتصادي لليبرالية الحديثة، ويجادلون بأن الشعبويين غير الليبراليين نجحوا في استغلال السخط الشعبي وتوجيهه ضد قضايا المساواة بين الجنسين. اتخذت معارضة «إيديولوجيا النوع الاجتماعي» شكل رفض إعطاء الأولوية لسياسات الهوية على القضايا المادية وفقدان الأمن الاجتماعي والسياسي والثقافي.
يجادل المؤلفون بأن اليسار السياسي والتقدميين فشلوا في وقف الانجذاب المتزايد لهذه الحركات، واستجابوا لذلك بتصنيف المعارضين على أنهم متخلفون ومتحاملون ومتحيزون جنسياً، وبخلق رواية أحادية الجانب عن كونهم إما مع المساواة أو ضدها، وهي قصة استغلها بنجاح اليمين بشكل أكبر من التقدميين.

## التآمر
يعتبر البعض في الحركة المناهضة للنوع الاجتماعي «إيديولوجيا النوع الاجتماعي» إيديولوجيا شمولية أسوأ من الشيوعية أو النازية. يُزعم أن ان ذلك مدعوم قبل جمعية سرية أو كيانات أجنبية (مثل الاتحاد الأوروبي أو منظمة الصحة العالمية أو الأمم المتحدة) بغرض إضعاف العائلات أو الكنيسة الكاثوليكية أو الأمة أو الحضارة الغربية، أو تقويضها أو تدميرها. قد يصور الناشطون المناهضون للنوع الاجتماعي الاتحاد الأوروبي والمنظمات الدولية ككيانات تتلاعب بها اللوبيات، مثل أصحاب المليارات الأمريكيين أو الماسونيين أو النسويين أو اليهود. يستخدمون من أجل الترويج لفكرة أن «النوع الاجتماعي» مفهوم أجنبي تفرضه النخب الفاسدة، الكلمة الإنجليزية «الجندر» بدلاً من الترجمة إلى اللغة المحلية.
وُصفت فكرة «إيديولوجيا النوع الاجتماعي» بكونها ذعر أخلاقي أو جزءًا من نظرية مؤامرة. يعتقد بعض الناشطين المناهضين للنوع الاجتماعي أن جائحة كوفيد-19، عقاب على إيديولوجية النوع الاجتماعي. وجدت دراسة استقصائية أجرتها شركة إيبسوس في أكتوبر 2019 أن غالبية الرجال البولنديين الذين تقل أعمارهم عن 40 عامًا، يعتقدون أن «حركة إل جي بي تي وإيديولوجيا النوع الاجتماعي» هي «أكبر تهديد يواجههم في القرن الحادي والعشرين».

## استباقية أو رد فعل
هناك جدل حول مدى كون الحركة المناهضة للنوع الاجتماعي رد فعل على الأحداث والحركات الأخرى، أو كونها حركة استباقية تحاول إحداث تغيير اجتماعي.
ترى مارتا رولزكو أن الحركة المناهضة للنوع الاجتماعي- جزئيًا- رد فعل عنيف ضد انتقال السلطة من الحكومات الوطنية المنتخبة ديمقراطيًا إلى هيئات المساواة غير المنتخبة والمنظمات الدولية، مثل الاتحاد الأوروبي، والتي تطالب بالتغييرات، وتولد هذه السياسات عجزًا ديمقراطيًا، إذ لا يُوافق عليها من قبل الناخبين أو ممثليهم المنتخبين. تشير رولزكو إلى أن «سياسات المساواة بين الجنسين نُفذت دون إشراك جمهور أوسع أو نقاش عام».
ترفض باتيرنوت الاعتقاد أن الحركة المناهضة للنوع الاجتماعي رد فعل عنيف، وكتبت أن الفكرة «معيبة من الناحية المفاهيمية، وضعيفة تجريبياً، وإشكالية سياسيًا»، إذ أظهرت الأبحاث المقارنة أن النشاط المناهض للنوع الاجتماعي «ينطلق من قضايا مختلفة» في البلدان المختلفة.